# 涼茂
涼 茂（りょう ぼう）は、中国後漢末期の政治家。曹操に仕えた。字は伯方。本貫は兗州山陽郡昌邑県。

## 生涯
若年から学問を好み、論議においては常に経典に依拠して是非を唱えた。曹操に招聘されて司空掾となり、高第に挙げられ、侍御史に補された。当時、泰山郡には盗賊が多かったが、涼茂が太守になると、10ヶ月の間に千家余りも移住者が増えた。
のち楽浪太守に転任。任地へ向かう途中で遼東の公孫度に拘留されたが、あくまで屈服しなかった。曹操が鄴を留守にした時、公孫度がその攻撃を図ると涼茂は「曹公は国家の危敗を憂い、人民の苦毒を哀れみ、天下のために義兵を率いて残賊を誅滅しています。功は高く、徳は広く、無二の方と言うべきです」「将軍（公孫度）は挙兵して西に向かおうと（曹操に戦争を仕掛けようと）していますが、それでは朝を待たずに存亡は決するでしょう」と咎めた。公孫度はこの言に従って挙兵を中止したという。
召還された後、魏郡太守や甘陵国相を務め、いずれの任地でも治績を挙げた。曹丕が五官中郎将になると、涼茂はその長史となり、また左軍師に移った。建安18年（213年）、魏が建国されると同国の尚書僕射となり、後にまた中尉・奉常に移った。曹丕が東宮になると太子太傅となり、太子少傅の何夔らと共に、太子や諸侯の官属を選抜した。
没年は不詳だが、在官中に死去した。延康元年（220年）3月には涼茂らの早逝と子孫の衰微を憂い、彼らの男子を郎中に任じる布令が出されている。
羅貫中の小説『三国志演義』には登場しない。